# 閻象
閻 象（えん しょう、生没年不詳）は、中国後漢時代末期の政治家。

## 正史の事跡
| 姓名         | 閻象     |
| 時代         | 後漢時代 |
| 生没年       | 〔不詳〕 |
| 字・別号     | 〔不詳〕 |
| 出身地       | 〔不詳〕 |
| 職官         | 主簿     |
| 爵位・号等   | -        |
| 陣営・所属等 | 袁術     |
| 家族・一族   | 〔不詳〕 |

袁術配下の主簿。『後漢書』袁術伝・『三国志』魏書袁術伝にのみ記述がある。
興平2年（195年）冬、袁術が皇帝を僭称しようと部下に諮ったとき、誰も答える者が無い中、閻象は1人その面前に進み出て「周の文王は天下の3分の2を支配しながらも殷の臣下であり続けた」と、故事を引用し「漢王朝が健在である以上まだその時期ではない」と諌めた。袁術は不機嫌な表情を見せながらも、この時点では閻象の進言を受け入れている。これ以後、閻象は史書に見当たらない。
結局袁術は、天の意思を示す瑞兆があったとして、建安2年（197年）に皇帝を僭称した。

## 物語中の閻象
小説『三国志演義』でも、史実同様に閻象は諫言している。しかし、こちらでは袁術は怒り出し、これ以上諌めるなら斬ると閻象を脅して、強引に皇帝を僭称してしまう。